# Stefano Zampoli
Stefano Zampoli (Prato, 14 luglio 1999) è un hockeista su pista italiano, portiere dell'Hockey Trissino.

## Palmarès

### Club

#### Competizioni nazionali
- Campionato italiano: 3

Trissino:  2021-2022, 2022-2023, 2024-2025
- Coppa Italia: 2

Trissino: 2022-2023, 2024-2025
- Supercoppa italiana: 2

Trissino: 2022, 2023

#### Competizioni internazionali
- CERH European League: 1

Trissino: 2021-2022
- Coppa Intercontinentale: 1

Trissino: 2023